# Mustafa Osman Ismail

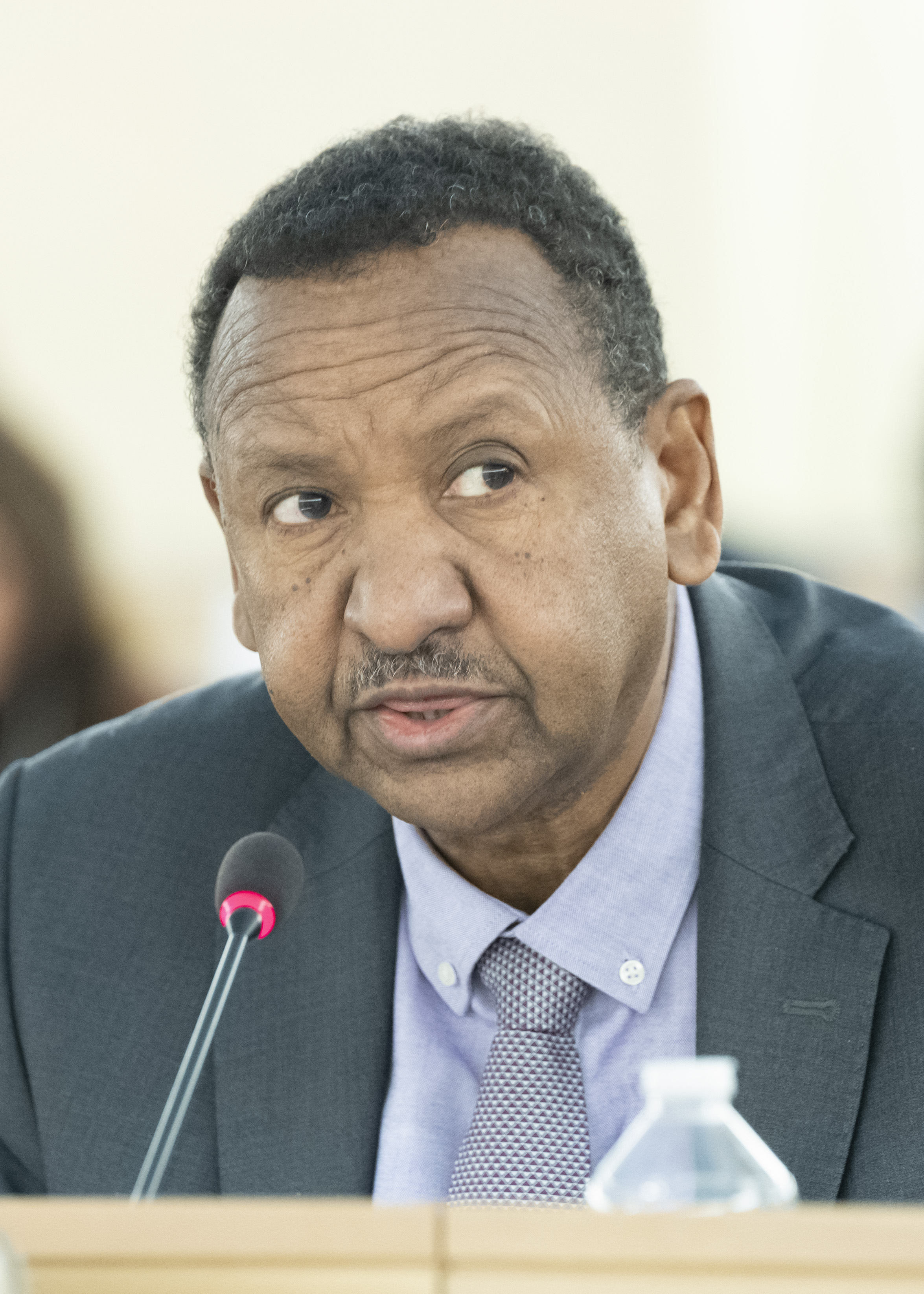
Mustafa Osman Ismail

 Mustafa Osman Ismail (geb. 1955 in Dongola) ist ein sudanesischer Politiker und eine Persönlichkeit des Islam. 
Er war vom 18. Februar 1998 bis zum 18. September 2005 Außenminister des Sudan.
Während seiner Amtszeit spielte er eine wichtige Rolle bei der Beilegung der Bürgerkriege im Sudan, insbesondere des Darfur-Krieges. Im Jahr 2005 wurde er in einer Regierung der nationalen Einheit von Lam Akol abgelöst. Daraufhin wurde er zum Berater des Präsidenten ernannt. Er war auch als Sondergesandter des Generalsekretärs der Arabischen Liga tätig. Er war einer der Unterzeichner der Botschaft aus Amman (2004).